# S-Arena
Die S-Arena (voller Name: Sparkassen-Arena, bis zum 1. Juli 2010: Osterfeldstadion) ist ein Fußballstadion im niedersächsischen Goslar. Der Fußballverein Goslarer SC 08 trägt hier seine Heimspiele aus. Die Anlage ist von November 2009 bis April 2010 umgebaut worden, um den Anforderungen des DFB für die Regionalliga und der Oberliga Niedersachsen zu entsprechen. Das Stadion besitzt eine Leichtathletikanlage, die durch den Tribünenbau aber nicht mehr nutzbar ist. Die S-Arena hat eine Kapazität von 5.001 Zuschauern, davon sind 1.206 teils überdachte Sitz- sowie 3.795 Stehplätzen untergebracht. Zur Umbenennung der Spielstätte am 1. Juli 2010 trafen der Goslarer SC 08 und Eintracht Braunschweig zu einem Testspiel im Goslarer Stadion zusammen.

## Umbau
Begonnen haben die Umbauarbeiten im November 2009. Durch den folgenden kalten Winter mussten die Arbeiten erst einmal unterbrochen werden, wodurch klar wurde, dass man den geplanten Fertigstellungstermin Februar 2010 nicht einhalten konnte. Doch auch als die Witterungsbedingungen wieder günstiger wurden, konnte nicht weiter gebaut werden, da ein Anwohner nach einer Klage wegen vermuteter Lärmbelästigung einen vorläufigen Baustopp erreichte. Dieser wurde aber am 29. März 2010 aufgehoben, nachdem die Stadt Goslar durch Änderungen in der Baugenehmigung die Aufhebung des Baustopps beantragt hatte. Diese Änderungen beinhalten folgende lärmmindernde Maßnahmen:
Für Lautsprecher gilt, dass sie nicht oberhalb der Stadiondächer angebracht werden dürfen. Die Benutzung der Beschallungsanlage darf pro Spiel 95 Minuten nicht überschreiten, und die Schallleistungspegel der 22 Einzellautsprecher dürfen einen Wert von 110 Dezibel – bei der Ausgangsleistung, nicht bei dem Wert, der auf dem Grundstück des Anliegers ankommt – nicht überschreiten. Sind mehr als 2.500 Zuschauer zu erwarten, ist unter anderem durch Personenkontrollen und Maßnahmen des Ordnungsdienstes sicherzustellen, dass keine mit Druckluft oder Gas betriebenen Fanfaren, Hupen, Tröten, Sirenen oder ähnliche Lärminstrumente im Stadion benutzt werden können.
Nach der Aufhebung des Baustopps wurde umgehend weiter gebaut. Obwohl das Stadion noch nicht vollständig fertig war, wurde das Stadion am 15. April 2010 nach einer Abnahme von Sicherheitsbeauftragten des DFB für das Regionalliga-Heimspiel gegen Türkiyemspor Berlin freigegeben, das der Goslarer SC 08 mit 4:2 gewann. Das Richtfest fand am 28. April 2010 mit der Begegnung des GSC 08 gegen die zweite Mannschaft des VfL Wolfsburg statt. Offizielle Stadioneröffnung war am 22. Mai 2010 gegen den SV Babelsberg 03. Vor und während der Umbauarbeiten trug der GSC 08 seine Heimspiele im Braunschweiger Eintracht-Stadion aus.

## Stadion-Anlage
Außer dem Stadion an sich umfasst das Stadiongelände noch zwei Naturrasen-, einen Kunstrasen- und einen Hartplatz. In Sudmerberg, einem Stadtteil von Goslar, liegt ein weiterer Rasenplatz des GSC 08.